# Части тела (фильм)
«Части тела» (англ. Private Parts) — американская комедия 1997 года режиссёра Бетти Томас, экранизация автобиографического бестселлера 1993 года с одноимённым названием. Повествует о жизни телеведущего Говарда Стерна, который снялся в камео. Также в фильме снимались сотрудники радио и участники постановки «Шоу Говарда Стерна», в том числе ведущая новостей Робин Куиверс, продюсеры Фред Норрис, Гэри Деллэбэт и комик Джеки Мартлинг.
Созданием сюжетной линии занимался сам Стерн, который настоял на одобрении сценария и отверг множественные предложения. Съёмки фильма начались в мае 1996 года и продолжались четыре месяца, режиссёром стала Бетти Томас.

## Сюжет
Фильм связан с выходом «Шоу Говарда Стерна», главного героя, инноватора и революционера американского радио, вступившего в борьбу с руководством своей радиостанции. Также фильм обращается к прошлому Стерна.
После своего появления на церемонии вручения наград MTV Music Video Awards в роли супергероя Фартмана, радиоведущий Говард Стерн садится на рейс домой и оказывается сидящим рядом с незнакомкой Глорией, которую он явно отталкивает. Стерн, думая, что она видит в нём идиота, начинает рассказывать историю своей жизни, начиная со словесных оскорблений от своего отца Бена в детстве. Стерн начал мечтать выступать на радио после посещения студии звукозаписи своего отца и вырастает тихим, неуклюжим в общении парнем. Он решает работать на радио и изучает связь в Бостонском университете. Он становится диджеем на коледжской радиостанции WTBU, и встречает свою девушку Элисон.
После окончания университета Стерн работает в WRNW в расположенном рядом с Нью-Йорком Брайарклиффом, вскоре его повышают до программного директора, что позволяет ему жениться на Элисон. Он уходит с работы после того, как его попросили уволить другого диджея, и переезжает в WCCC в Хартфорде, штат Коннектикут, где подружится с диджеем Фредом Норрисом. Говард ведет себя в эфире более непринужденно, становясь более открытым и откровенным. Он и Фред присутствуют на премьере нового фильма актрисы Бриттани Фэирчайлд. Все трое рано уходят в гостиничный номер Фэйрчайлд, где она раздевается для ванны и убеждает Стерна и Фреда присоединиться. Поведение Бриттани становится более сексуальным, и смущенный Говард уходит. Когда Элисон находит его мокрое нижнее белье в их машине, то бросает его из-за подозрений в измене. Говард уезжает из Хартфорда для работы на радиостанции WWWW в Детройте, чувствуя себя несчастным, но Элисон отправляется за ним и прощает его. Затем WWWW меняет формат с рок-музыки на кантри, и Стерн уходит в 1981 г. на WWDC в Вашингтоне.
Там он встречает ведущую новостей Робин Куиверс, которую он поощряет подшучивать над собой в прямом эфире. Они нарушают формат радиостанции, отказываясь выполнять приказы начальницы Ди Ди. Одна из их выходок, в которой Говард помогает звонящей женщине достичь оргазма, почти приводит к его увольнению, пока повышение рейтингов не вынуждает Ди Ди оставить его и нанять Фреда в команду. Тем временем Элисон объявляет о своей беременности, но она заканчивается выкидышем. Хотя они подбадривают друг друга, шутя по этому поводу, Говард легкомысленно относится к ситуации в прямом эфире, что очень расстраивает Элисон.
Когда Элисон снова беременна, Стерн получает предложение своей мечты — поработать в Нью-Йорке на радиостанции WNBC, где у него есть шанс добиться общенационального успеха. Однако высшее руководство NBC Radio Network наняло его, не понимая, на что похоже его шоу, пока они не видят новостной репортаж. Программный директор Кенни Раштон, которого Говард называет «Свиная рвота», предлагает держать нового сотрудника в узде угрозой увольнения. Стерн, Фред и Робин игнорируют ограничения Кенни на контент, пока рискованная игра Match Game с комиком Джеки Мартлингом не заставляет Раштона уволить Робин. Шоу проваливается без её присутствия, и решение отменяется после интервью Говарда с актрисой, которая глотает колбасу. Робин в конце концов возвращается, но после выходки Говарда с обнаженной женщиной в студии Кенни прерывает трансляцию. Стерн возвращает шоу в эфир и вступает в драку с начальником в его офисе.
В 1985 г. шоу Стерна становится самой популярной программой WNBC, и Кенни пытается завоевать дружбу с Говардом, но получает отказ. Журналист благодарит своих поклонников концертом AC/DC под открытым небом. Во время спектакля Элисон срочно попадает в больницу и рожает девочку. Говард завершает свой рассказ и считает, что мог бы завоевать сердце Глории, но остается верным Элисон. Он встречает Элисон в аэропорту, и его дочери бегут его встречать.
В финальных титрах Заикающийся Джон разглагольствует о своем отсутствии в фильме. Затем Миа Фэрроу вручает премию Оскар за лучшую мужскую роль Говарду Стерну в образе Фартмана, но тот падает с воздуха, и публика аплодирует. Кенни больше не работает на радио, теперь он управляет торговым центром в Алабаме и винит в этом бывшего подчинённого. Во время его яростного монолога ругань заглушают звуки отбойного молотка.

## В ролях
- Говард Стерн — камео
  - Бобби Бориелло — 7-летний Говард
  - Майкл Маккароне — 12-летний Говард
  - Мэттью Фридман — 16-летний Говард
- Робин Куиверс — камео
- Мэри Маккормак — Элисон Стерн
- Фред Норрис — камео
- Пол Джиаматти — Кенни Раштон (собирательный образ, основанный на ряде программных директоров и Кевине Мэтини)
- Кэрол Альт — Глория
- Эллисон Дженни — Ди Ди
- Майкл Мёрфи — Роджер Элик
- Дженна Джеймсон — Мэнди
- Ричард Портноу — Бен Стерн
- Келли Бишоп — Рэй Стерн
- Саша Мартин — Эмили Бет Стерн
- Сара Хайленд — Дебра Дженнифер Стерн
- Рени Сантони — Вин Валлесекка
- Мелани Гуд — Бриттани Фэйрчалд
- Лесли Бибб — гид
- Камиль Грэммер — Камиль
- Эди Фалко — подруга Эллисон
- Эмбер Смит — Джулия
- Джанин Линдмалдер — жена директора лагеря
- Майкл Гвинн — Герцог Рока
- Пол Хект — Росс Бакингем
- Джеймс Муртаг — Пейтон
- Элисон Стерн — ресепшн в WNBC
- Нэнси Сирианни — девушка на фестивале
- Элисон Фурман-Норрис — ресепшн в WNBC
- Тереза Линн — оргазмирующая женщина
- Алтея Кэссиди — королева Киелбаса

В роли самих себя/камео
- Гэри дель Аббате
- Джеки Мартлинг
- Дэвид Леттерман
- Миа Фэрроу
- Крэкхед Боб
- Николь Басс
- AC/DC
- Джон Мелендез
- Оззи Озборн
- Dee Snider
- Tiny Tim
- Джон Стэймос
- Flavor Flav
- Джон Поппер
- Slash
- Тед Ньюджент
- MC Hammer